# Sven Krüger (Politiker, 1973)
Sven Krüger (* 31. Oktober 1973 in Frankenberg/Sa.) ist ein deutscher Politiker (parteilos, bis 2018 SPD). Er war von August 2015 bis April 2025 Oberbürgermeister der Stadt Freiberg und ist seit 1. Mai 2025 Landrat des Landkreises Mittelsachsen.

## Ausbildung
Nachdem Sven Krüger im Jahr 1990 in Flöha seinen Realschulabschluss erhalten hatte, schloss er seine Schulbildung im Jahr 1992 in Chemnitz mit der Allgemeinen Hochschulreife und einer Berufsausbildung zum Industrieelektroniker ab. Im Anschluss absolvierte er eine Ausbildung zum Bankkaufmann bei der Sparkasse in Chemnitz. Bis 1996 war er dort als Kundenberater tätig. Nebenberuflich machte Krüger eine Weiterbildung zum Fachwirt. Im Jahr 1996  wechselte er zur Kreissparkasse Freiberg, wo Krüger bis 2009 in verschiedenen Funktionen tätig wurde, u. a. als Gewerbekundenberater und stellvertretender Abteilungsdirektor für Privatkunden in den Bereichen Freiberg, Flöha und Brand-Erbisdorf. Im Jahr 2002 absolvierte er eine Weiterbildung zum Betriebswirt. Außerdem schloss Krüger 2008 sein Studium als diplomierter Bankbetriebswirt an der Frankfurt School of Finance & Management ab. Ab 2013 ging er der Tätigkeit als Dozent für Kommunale Finanzwirtschaft am Ausbildungszentrum Bobritzsch nach.

## Politik
Krüger trat im Jahr 1998 in die Sozialdemokratische Partei Deutschlands (SPD) ein. 2009 wurde er in Freiberg zum Bürgermeister für Verwaltung und Finanzen ernannt. Im Landkreis Mittelsachsen wurde er 2014 in den Kreistag gewählt. Im Jahr 2015 trat er in Freiberg als Kandidat für die Nachfolge des vor dem Ruhestand stehenden Oberbürgermeisters Bernd-Erwin Schramm an. Nachdem er im ersten Wahlgang mit einem Anteil von 41,7 Prozent die meisten Stimmen erreicht hatte, setzte Krüger sich am 21. Juni 2015 im zweiten Wahlgang mit 54 Prozent (6.789 Stimmen) durch. Von 33.212 Wahlberechtigten nahmen im ersten Wahlgang 14.883 Bürger an der Wahl des Oberbürgermeisters teil, was einer Beteiligung von 44,8 Prozent entspricht. Im zweiten Wahlgang lag die Wahlbeteiligung bei 38,2 Prozent. Am 3. August 2015 trat er das Amt des Oberbürgermeisters von Freiberg an, die feierliche Amtseinführung fand am 28. August 2015 in der Nikolaikirche statt.
Am 20. September 2018 trat Sven Krüger aus Frust über die Bundesregierung (Kabinett Merkel IV) mit sofortiger Wirkung aus der SPD aus.
Am 26. Januar 2025 wurde Krüger im ersten Wahlgang mit 50,3 Prozent der Stimmen zum neuen Landrat des Landkreises Mittelsachsen gewählt. Er setzte sich dabei gegen vier Mitbewerber durch. Krüger trat am 1. Mai 2025 die Nachfolge von Dirk Neubauer an, der von seinem Amt vorzeitig zurückgetreten war.

## Kontroversen
Am 25. August 2023 nahm Krüger an einem Opernball im russischen Sankt Petersburg teil. Laut Medienberichten hielt er eine Rede und lobte Russland, den völkerrechtswidrigen Angriffskrieg auf die Ukraine erwähnte er nicht. Die Einladung, so Krüger, sei auf Initiative des Kulturmanagers Hans-Joachim Frey zustande gekommen. Für die Reise und die von ihm gehaltene Rede wurde Krüger von mehreren Freiberger Stadtratsfraktionen kritisiert.
Im Mai 2025 ließ sich Sven Krüger bei einer öffentlichen Feier in Freiberg lächelnd mit mehreren Neonazis fotografieren. Die Männer tragen dabei teils offen Kleidung mit Nazi-Symbolik und zeigen sich szenetypisch tätowiert. Einer der Neonazis soll zum Umfeld der in Teilen gewalttätigen Jugendgruppe Elblandrevolte gehören. Das Bild stieß auf Befremden und Kritik. Zunächst stellte Krüger die Aufnahme als „Schnappschuss“ dar. Als ein weiteres Foto auftauchte, drückte er sein Bedauern aus und sprach von einem Fehler.

## Weitere Ämter und Vereine
Er vertritt ehrenamtlich seit dem Jahr 2012 die Interessen der Stadt Freiberg als Aufsichtsratsvorsitzender der Stadtwerke Freiberg. Zusätzlich war Krüger stellvertretender Aufsichtsratsvorsitzender der Mittelsächsischen Theater und Philharmonie gGmbH und im Aufsichtsrat der Seniorenheime Freiberg gGmbH tätig.
Auflistung:
- seit 2009 Wirtschaftsjunioren Freiberg e. V.
- seit 2010 Historische Freiberger Berg- und Hüttenknappschaft e. V.
- seit 2011 Schülerforschungszentrum Freiberg e. V., Beisitzer
- seit 2014 Freunde und Förderer der TU Bergakademie Freiberg e. V., Mitglied des Vorstandes
- seit 2015 Verein zur Förderung Mittelsächsischer Theater und Philharmonie gGmbH e. V.
- seit 2015 Vorsitzender des Kuratoriums der Gottfried-Silbermann-Gesellschaft e. V.
- seit 2015 Förderverein der Bibliothek Freiberg e. V.
- seit 2015 Förderverein Tierpark Freiberg e. V., Mitglied des Vorstandes
- seit 2016 Mitglied im Hauptausschuss des Deutschen Städtetags[16]
- seit 2016 Silberstadt Freiberg e. V., Mitglied des Vorstandes
- seit 2016 Bergmusikkorps Saxonia Freiberg e. V.
- seit 2017 Handballspielgemeinschaft Freiberg e. V.
- seit 2017 Gewerbeverein Freiberg e. V., stellvertretender Vorsitzender